# Triumpilins
Els triumpilins (en llatí Triumpilini) van ser un poble del nord d'Itàlia esmentats per August a la inscripció del Trofeu dels Alps on recordava la submissió de les tribus alpines. Plini el Vell diu que tot el poble va ser sotmès i venut com esclau, i també es van vendre les seves terres. Eren veïns del camuns, amb els que són anomenats sovint de forma conjunta. La regió que ocupaven és l'actual Val Tròmpia, a l'alta vall del Mela, mentre els camuns ocupaven la Val Camònica.